# Rauher Kulm (Oberpfalz)

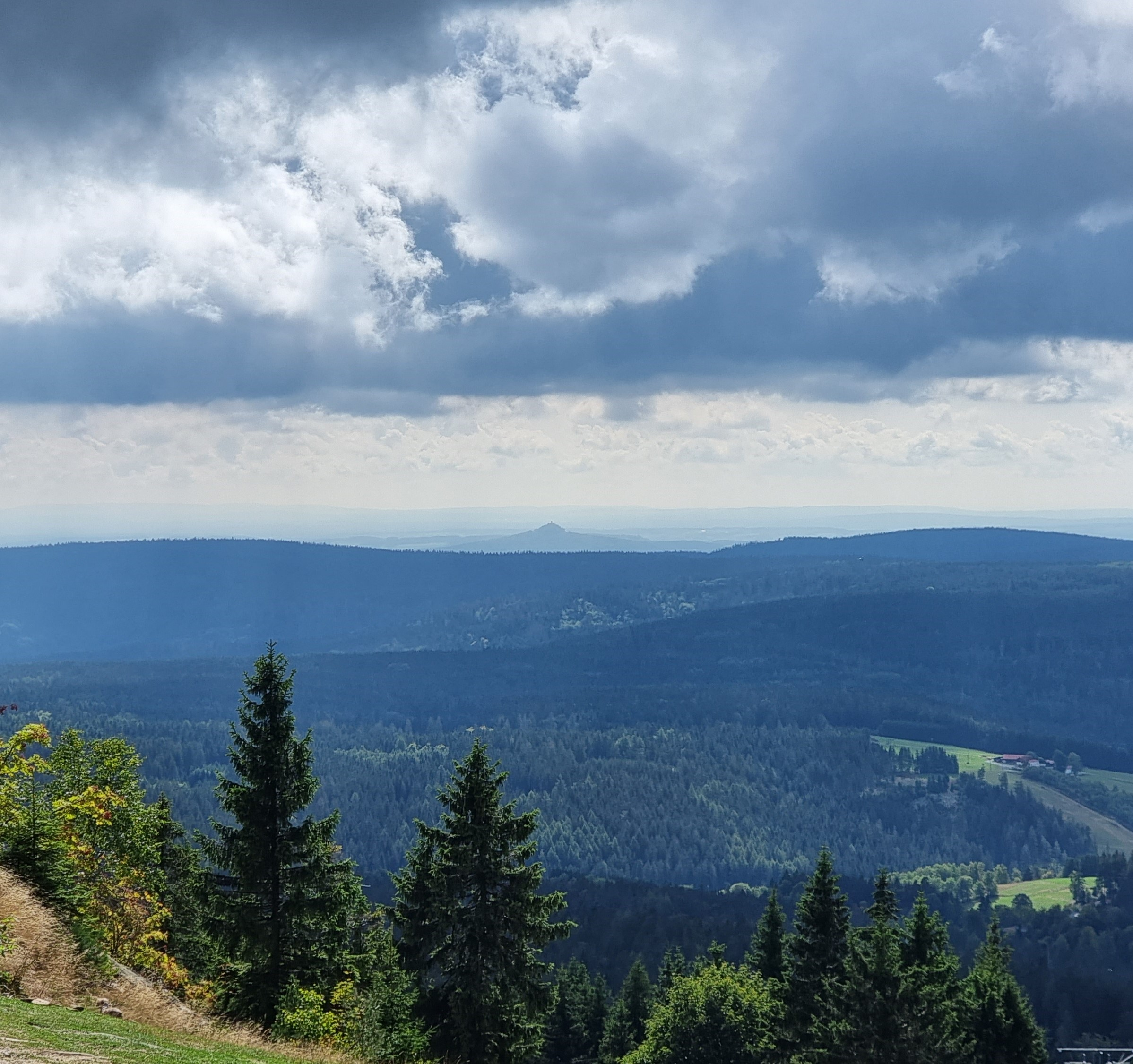
Rauher Kulm vom Ochsenkopf aus gesehen

Der Rauhe Kulm ist ein 681 m ü. NHN hoher markanter Berg bei Neustadt am Kulm in der Oberpfalz, 23 Kilometer südöstlich von Bayreuth und 5 Kilometer südlich von Kemnath.

## Geologie
Der Rauhe Kulm ist ein Vulkan, der nie zum Ausbruch kam. Tiefe Risse in der Erdkruste, die im Zusammenhang mit der Auffaltung der Alpen entstanden, ermöglichten seine Entstehung. Das dunkle Magma entstammt nicht der Erdkruste, sondern der oberen Zone des Erdmantels aus etwa 50 Kilometern Tiefe. Auf dem Weg nach oben erstarrte das Magma, bevor es die Erdoberfläche erreichte. Nachdem die vor allem aus Keuper bestehenden umgebenden Gesteinsschichten erodiert waren, zerbrachen die freigelegten Basaltsäulen zu einem Trümmerfeld rund um den Gipfel. Der Rauhe Kulm ist etwa 21 Millionen Jahre alt. Seine heutige Form ähnelt der eines Stratovulkans. Der Berg ist 682 m hoch und bietet von seinem 25 Meter hohen Aussichtsturm einen eindrucksvollen Rundblick auf das Fichtelgebirge, die Fränkische Alb und die nördliche Oberpfalz.
Der Berg ist einer der imposantesten Basaltberge Bayerns. Er hat geologische, naturschutzfachliche, historische und touristische Bedeutung. Am westlichen Fuß des Rauhen Kulms liegt die Kleinstadt Neustadt am Kulm, an deren Rand sich die Felsformation Kleiner Kulm bis auf 563 m ü. NHN erhebt. Vom Gipfel aus ist es etwa genauso weit zum 511 m ü. NHN hohen Kühhübel im Osten. Der Rauhe Kulm ist seit 1949 als Naturdenkmal geschützt und Teil des Naturparks Nördlicher Oberpfälzer Wald.

## Geotop
Die Basaltkuppe ist vom Bayerischen Landesamt für Umwelt als besonders wertvolles Geotop (Geotop-Nummer: 374R001) und Naturdenkmal ausgewiesen.

## Flora und Fauna
Die Basaltblockhalde sowie die historischen Felsenkeller rund um den Berg bieten Lebensraum für seltene Tier- und Pflanzenarten. Dies ist auf folgende Besonderheiten zurückzuführen: Liegt die Umgebungstemperatur im Sommer deutlich über derjenigen im Haldeninneren, tritt am Haldenfuß kalte Luft aus. Umgekehrt kommt es im Winter am Haldenkopf zum Austritt warmer Luft, wenn die Umgebungstemperatur unter derjenigen im Haldeninneren liegt. Diese besonderen mikroklimatischen Bedingungen bieten seltenen Lebewesen am Rauhen Kulm Lebensräume. Zu den vorkommenden seltenen Pflanzenarten gehören der Tüpfelfarn, das Alpen-Widertonmoos, die Scharlachflechte und Nordischer Streifenfarn. Am Rauhen Kulm beheimatete, allgemein nur noch selten vorkommende und deshalb unter Naturschutz stehende Tierarten sind beispielsweise gefährdete Fledermausgruppen wie das Braune Langohr und die Fransenfledermaus aber auch die Wolfsspinne (Acantholycosa norvegica sudetica) und die Alpenspitzmaus.

## Siedlungsgeschichte
Auch in geschichtlicher Hinsicht ist der Rauhe Kulm bedeutend. Er ist der natürliche Mittelpunkt der Flednitz, der slawischen beziehungsweise naabwendischen Siedlungskammer. Knapp unterhalb des Basaltfeldes ist der Kegel von einem Ringwall (Wallanlage Rauher Kulm) umgeben. Dieser ist nur noch in Resten erhalten, nachdem wesentliche Teile des Walls durch den Basaltabbau im späten 19. Jahrhundert zerstört wurden. Archäologische Grabungen in den Jahren 2004 bis 2007 ergaben, dass der Wall ursprünglich als Mauer aufgeschichtet war. Der Berg war bereits während der Keltenzeit um 500 v. Chr. besiedelt, also lange vor der Ankunft der Slawen. Eine Pfostenschlitzmauer könnte dieser Zeit angehören. Auch im frühen Mittelalter, als Slawen die Region um den Berg bewohnten, war die Höhe befestigt. Die Abfolge der Wälle und Mauern ist heute schwer zu ermitteln, da ab dem 8. Jahrhundert eine gewaltige Burganlage entstand, die auch Steine früherer Wälle mit einbezog. Während der Ungarneinfälle im 10. Jahrhundert wurde die Wallanlage offenbar verstärkt. Ein besonders auffälliger Fund ist ein kleines Missionskreuz des frühen Mittelalters (8. bis 10. Jahrhundert), das mittels einer Öse an einer Schnur befestigt werden konnte.
Später stand auf dem Berg eine Höhenburg (Burgstall Rauhenkulm), die 1281 Burggraf Friedrich III. von Nürnberg einschließlich der dazugehörenden Orte von den Landgrafen von Leuchtenberg erwarb. Im so genannten Zweiten Markgrafenkrieg wurde sie nach längerer Belagerung von Truppen der Reichsstadt Nürnberg zerstört, ebenso wie die Burg am benachbarten Kleinen Kulm (Burgstall Schlechtenkulm).

## Aussichtstürme

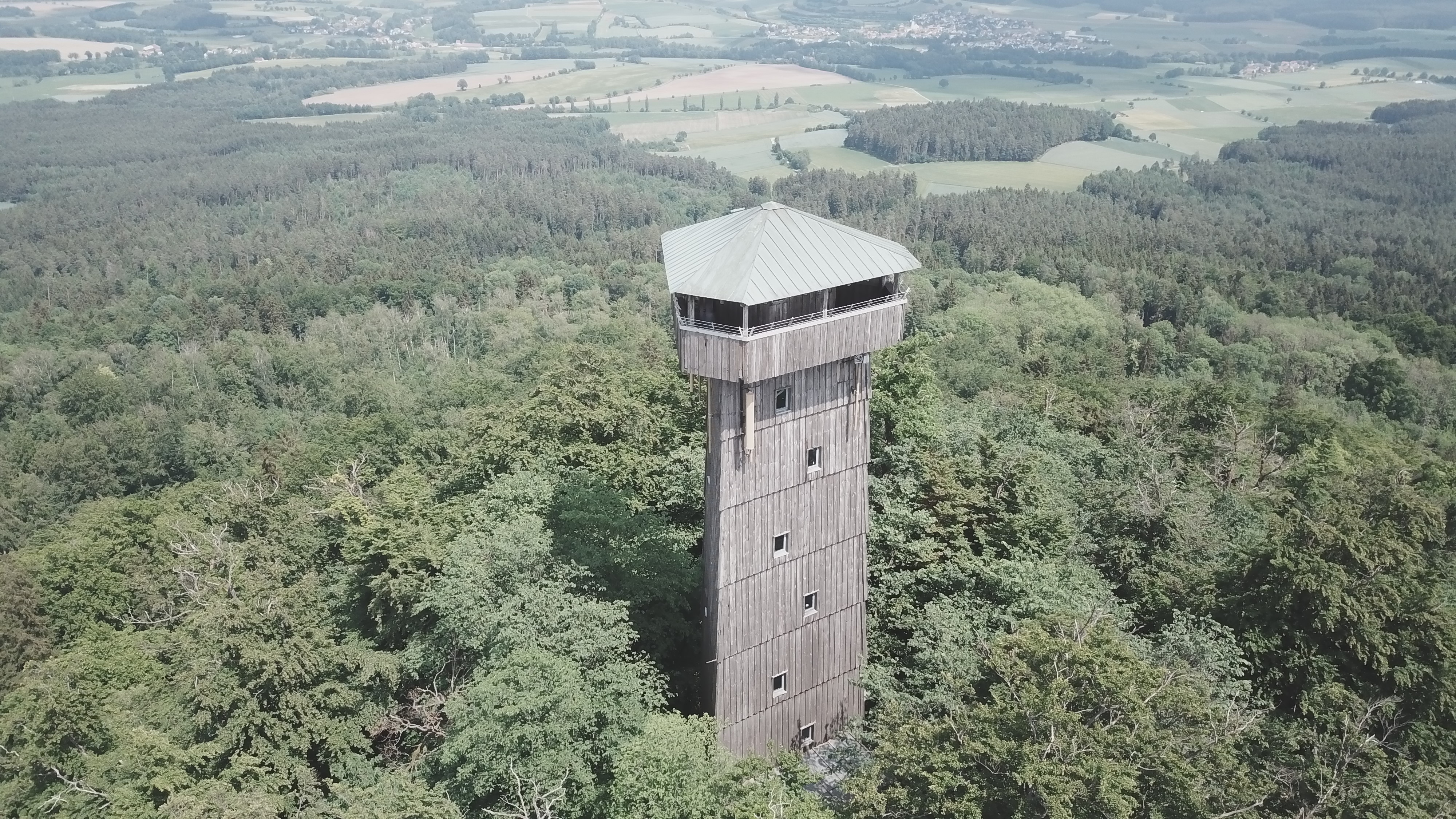
Luftaufnahme des Aussichtsturms

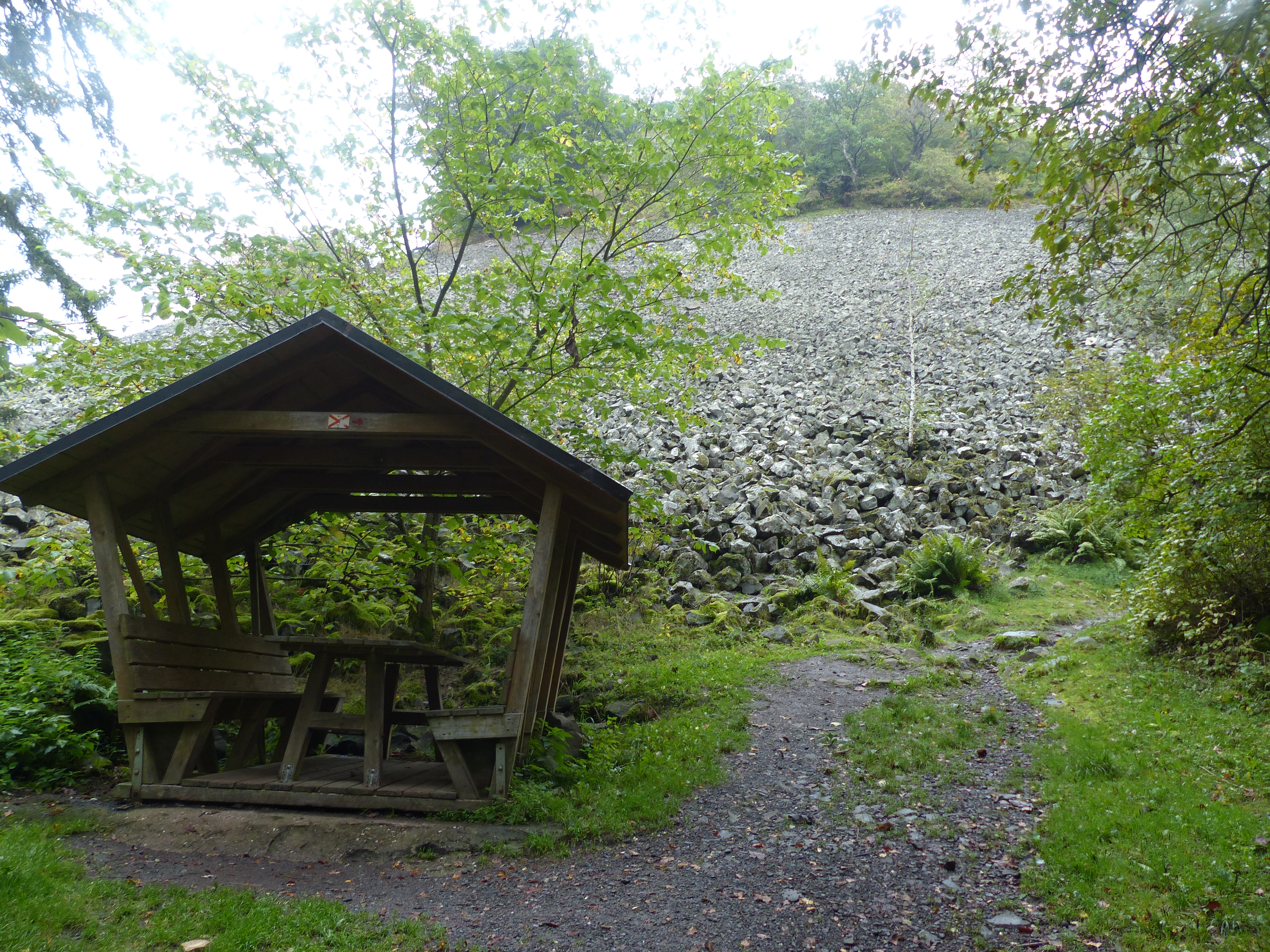
Rastplatz unterhalb des Basaltfeldes

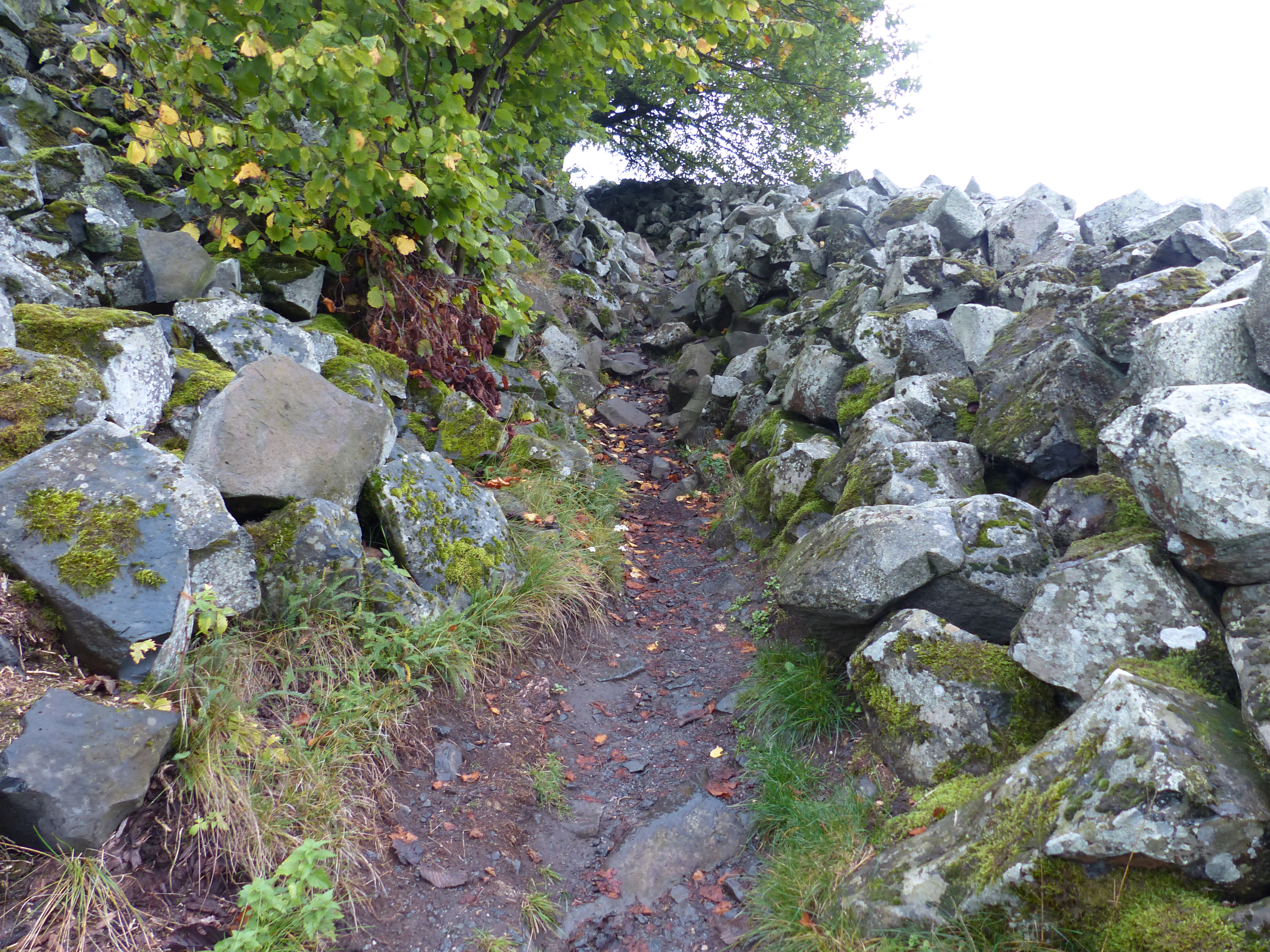
Wanderweg

Im Laufe der Geschichte standen auf dem Gipfel des Rauhen Kulms verschiedene Aussichtstürme. Bereits im Jahr 1807 errichtete Nicolaus Apel einen hölzernen Aussichtsturm. Darin befand sich über einem Saal eine bewegliche vergoldete Sonne, weshalb der Turm auch Sonnentempel genannt wurde. Apels Turm bestand bis ins Jahr 1895, als die baufällig gewordene Konstruktion durch einen neuen Turm ersetzt wurde. Dieser zweite Turm wurde 1937 durch einen dritten, 6 Meter höheren, Turm ersetzt. Aufgrund von Witterungseinflüssen musste diese Plattform bereits 1962 durch eine neue ersetzt werden; fortan thronte eine 25 Meter hohe Stahlkonstruktion mit Lärchenholzverkleidung über der Stadt Neustadt am Kulm.
Am 30. Juni 1984 brannte dieser vierte Turm nach Brandstiftung innerhalb einer halben Stunde ab; der Brandstifter konnte Stand 2004 nicht ermittelt werden. In den folgenden Jahren wurde ein fünfter Turm errichtet, der heute noch steht. Dieser hat 110 Stufen und ein Gewicht von 85 Tonnen. Seine Einweihung fand am 1. Juli 1988 unter Bürgermeister Karl Pühl statt, der stark auf den Wiederaufbau gedrängt hatte. Die Baukosten beliefen sich auf rund 850.000 Deutsche Mark.
Der Turm bietet Aussicht auf Berge und Höhenzüge reihum: nach Norden zum Fichtelgebirge mit Ochsenkopf (23 km), Schneeberg (Fichtelgebirge) (25 km) und Kösseine (20 km), nach Nordosten zu den Höhen des Steinwalds, in östliche Richtungen bis zu Höhen des Oberpfälzer Waldes mit Dyleň (49 km) und Fahrenberg (41 km), nach Südosten zu Parkstein (19 km) und zum Naabgebirge mit dem Buchberg (37 km), im Südwesten und Westen zu den Höhen der Fränkischen Alb mit Ossinger (30 km), Preunersfelder Rangen (30 km) und Hohenmirsberger Platte (30 km) sowie im Nordwesten bis zum Bleßberg (91 km) im Thüringer Schiefergebirge. Sichtbare Ortschaften der Umgebung sind Kemnath im Nordosten, Kastl im Osten, Filchendorf im Südosten, Eschenbach im Süden sowie Neustadt am Kulm mit Mockersdorf im Westen.

## Dichtung zum Rauhen Kulm (Auswahl)
An den Rauhen Kulm

(An Fräulein Charlotte v. A.)

Alter Vulkanus! dass Du die flammende Werkstatt verlassen,

Wo Du Jahrtausende wohl, triebest Dein fürchterlich Werk,

Siehe - das danket mein Herz Dir hier in dem friedlichen Thale,

Welches nun Anmuth bewohnt. Aber Du schmiedetest noch;

Hätte Zithera nicht einst Dich unwiderstehlich, gebeten,

Ihr zu der Grazien Siz, diese Gefilde zu weih'n.

von Justus Friedrich Zehelein: in Vermischte Gedichte (1787)

Wo auf den ergrauten Höhen

Wo auf den ergrauten Höhen

Grün bemooßt Ruinen stehen,

Wo die Geister tapf'rer Ahnen

Aus zerfallnen Burgen mahnen,

Schwebe nieder Freiheits-Schwinge

Säusle, rausche, rauschend bringe

Stärkung der gesuntnen Zeit,

Daß an Herz und Sinn erneut,

Zu verjüngtem Thaten-Leben

Sich der Enkel mög' erheben!

von Johann Nicolaus Apel: in Der rauhe Kulm und seine Umgebungen […] (1811)

## Namhafte Besucher des Rauhen Kulms (Auswahl)
- Markgraf Georg Albrecht, 17. Juli 1659[7]
- Markgraf Christian Ernst mit Gemahlin, 7. September 1665[7]
- Markgraf Georg Wilhelm, 29. Mai 1717[7]
- Königin Amalie von Griechenland, 9. September 1865[7]
- Jean Paul, mehrmals im Laufe seines Lebens

## Sonstiges
In Erinnerung an seine Herkunft aus der nördlichen Oberpfalz formulierte der Historiker, Geograph, Theologe und Professor Georg Horn in seinem Werk Orbis Politicus im Jahr 1667 über den Rauhen Kulm: „Im Mittelpunkt Deutschlands steht er, alle Berge weit und breit überragend, gewissermaßen ein Weltwunder“ und fährt in Bezug auf den Kleinen Kulm und den Rauhen Kulm fort, dass sie „nur in Arabien, im Sinai und Horeb ihresgleichen finden“.
Der Rauhe Kulm wurde bei einer Umfrage der Heinz Sielmann Stiftung zu Deutschlands schönstem Naturwunder des Jahres 2013 gewählt. Zur Auswahl standen 21 Naturdenkmale aus den Nationalen Naturlandschaften und anderen Regionen Deutschlands.
Für 800.000 Euro soll im Jahr 2020 am Fuße des Rauhen Kulms das Besucherzentrum „Haus am Kulm“ fertiggestellt werden. Es wird von einer finnischen Spezialfirma in Holzbauweise errichtet.

## Film
- Rund um den Rauhen Kulm. Dokumentarfilm, Deutschland, 2014, 44:05 Min., Buch und Regie: Meinhard Prill, Produktion: Bayerischer Rundfunk, Reihe: Unter unserem Himmel, Erstsendung: 16. November 2014 bei BR Fernsehen, Inhaltsangabe und online-Video.
- Rekonstruktion des ersten Aussichtsturms - sogenannter Sonnentempel von 1807, Inhaltsangabe und online-Video.